# Kaia Wøien Nicolaisen
Kaia Wøien Nicolaisen, född 23 november 1990, är en norsk skidskytt som debuterade i världscupen i mars 2014. Hon ingick i det norska lag som vann silver i stafett vid Juniorvärldsmästerskapen i skidskytte 2010.